# Brunnsteiner See
Brunnsteiner See är en sjö i Österrike.   Den ligger i förbundslandet Oberösterreich, i den centrala delen av landet, 170 km väster om huvudstaden Wien. Brunnsteiner See ligger 1 430 meter över havet.
I omgivningarna runt Brunnsteiner See växer i huvudsak blandskog. Runt Brunnsteiner See är det ganska glesbefolkat, med 43 invånare per kvadratkilometer.